# 667 (szám)
A 667 (római számmal: DCLXVII) egy természetes szám, félprím, a 23 és a 29 szorzata.

## A szám a matematikában
A tízes számrendszerbeli 667-es a kettes számrendszerben 1010011011, a nyolcas számrendszerben 1233, a tizenhatos számrendszerben 29B alakban írható fel.
A 667 páratlan szám, összetett szám, azon belül félprím, kanonikus alakban a 231 · 291 szorzattal, normálalakban a 6,67 · 102 szorzattal írható fel. Négy osztója van a természetes számok halmazán, ezek növekvő sorrendben: 1, 23, 29 és 667.
A 667 négyzete 444 889, köbe 296 740 963, négyzetgyöke 25,82634, köbgyöke 8,73726, reciproka 0,0014993. A 667 egység sugarú kör kerülete 4190,88460 egység, területe 1 397 660,014 területegység; a 667 egység sugarú gömb térfogata 1 242 985 639,2 térfogategység.